# يوجين تشرتش
يوجين تشرتش (بالإنجليزية: Eugene Church)‏ هو مغني وموسيقي أمريكي، ولد في 22 يناير 1938 في سانت لويس في الولايات المتحدة، وتوفي في 3 أبريل 1993 في لوس أنجلوس في الولايات المتحدة بسبب سرطان.

## وصلات خارجية
- يوجين تشرتش على موقع ميوزك برينز (الإنجليزية)
- يوجين تشرتش على موقع أول ميوزيك (الإنجليزية)
- يوجين تشرتش على موقع ديسكوغز (الإنجليزية)